# Мінсько-Могильовська архідієцезія
Мінсько-Могильовська архідієцезія — католицька архідієцезія у Білорусі. Створена 13 квітня 1991 року в результаті об'єднання Мінської та Могильовської архідієцезій. Займає територію Мінської і Могильовської областей (спершу включала в себе і Вітебську область, на території якої у 1999 році була створена окрема Вітебська дієцезія).
Першим архієпископом Мінсько-Могильовським був призначений Казімеж Свйонтек. З 1999 до 2003 року допоміжним єпископом архідієцезії був Кирило Климович, у лютому 2004 на цю посаду був призначений Антоній Дем'янко.
14 червня 2006 Папа Бенедикт XVI прийняв прохання кардинала Свіонтка про звільнення від керівництва архідієцезією і призначив Антонія Дем'янка апостольським адміністратором.
21 вересня 2007 року папа Бенедикт XVI призначив архієпископом Мінсько-Могильовським Тадеуша Кондрусевича. Від дня його канонічного вступу на посаду (10 листопада того ж року) до 2012 року Антоній Дем'янко був Генеральним вікарієм архідієцезії.
Під час Протестів у Білорусі 2020 Тадеуш Кондрусевич фактично став підтримувати мітингарів, заявивши, що «Нове покоління хоче жити по-новому». 31 серпня його не пропустили на територію Білорусі, а Лукашенко заявив, що Кондрусевич виконує «завдання Польщі». 14 вересня стало відомо про невизнання з боку Держприкордонслужби Республіки Білорусь паспорта громадянина Білорусі Кондрусевича Тадеуша. Генеральний вікарій Мінсько-Могильовської архиєпархії Католицької церкви Білорусі єпископ Юрій Кособуцький заявив, що в Республіці Білорусь відбувається переслідування церкви.
3 січня 2021 року, в день 75-річчя Митрополита Тадеуша Кондрусевича, Папа Римський Франциск прийняв його зречення і одночасно призначив Апостальським Адміністратором sede vacante Мінсько-Могильовської архідієцезії Казиміра Великосельця титулярного єпископа Бланда Юлії і помічника Пінської дієцезії.
14 вересня 2021 року новим архієпископом-митрополитом Мінсько-Могильовської архідієцезії призначений єпископ Йосиф Станєвський, який до цього дня був єпископом-помічником Гродненської дієцезії і титулярним єпископом Табаїкари.

## Храми

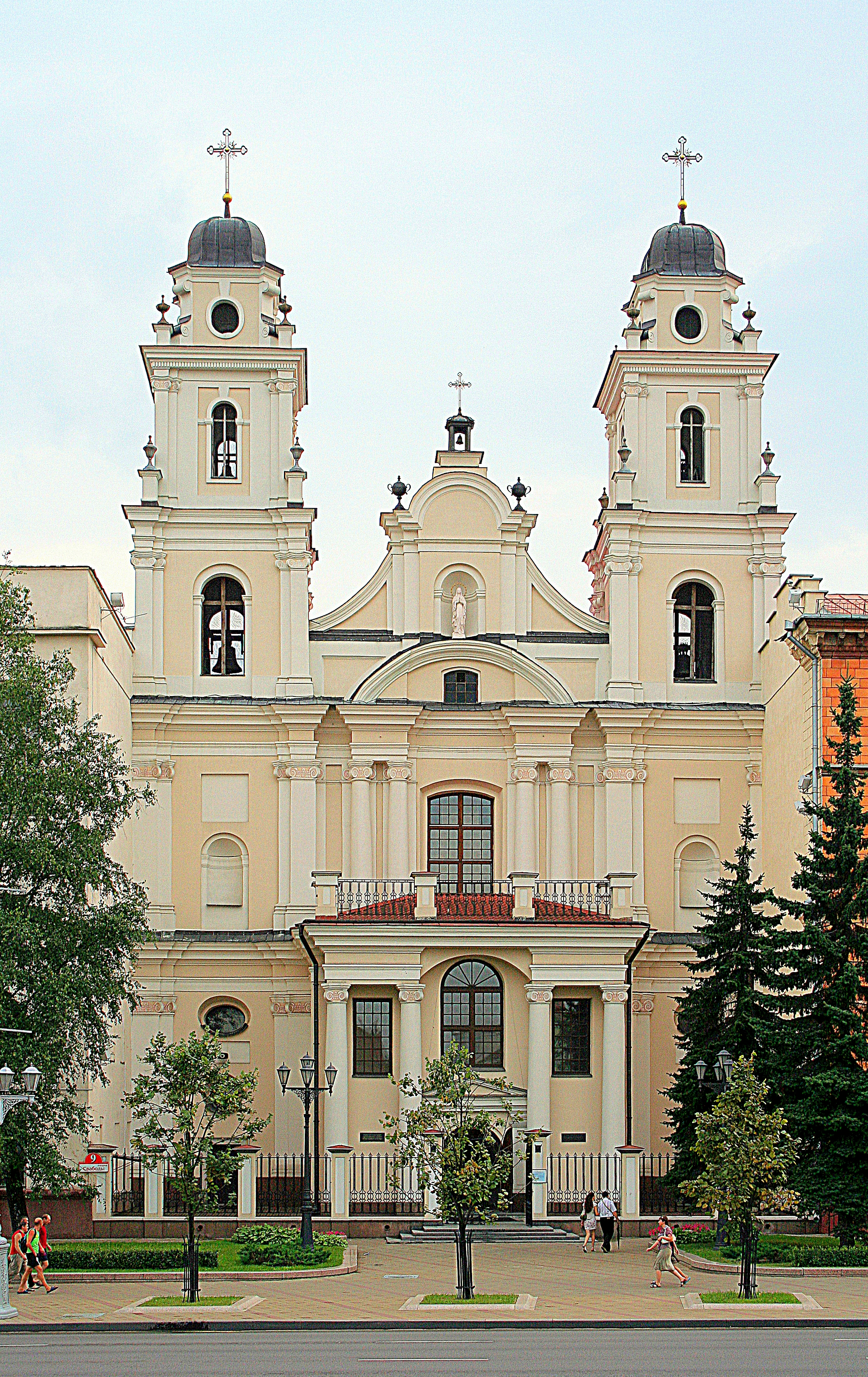
Архікатедральний костел Імені Пресвятої Діви Марії
(Cathedral of the Holy Name of the Blessed Virgin Mary)

- Архікатедральний костел Пресвятої Діви Марії